# Moumour
Moumour település Franciaországban, Pyrénées-Atlantiques megyében. Lakosainak száma 818 fő (2022. január 1.). Moumour Esquiule, Ledeuix, Oloron-Sainte-Marie, Orin, Verdets és Géronce községekkel határos.

## Népesség
A település népességének változása:
| Lakosok száma | 844  | 846  | 866  | 841  | 833  | 831  | 826  | 822  | 818  |
|               | 2013 | 2015 | 2016 | 2017 | 2018 | 2019 | 2020 | 2021 | 2022 |